# Cerro Pichaca (berg i Bolivia)
Cerro Pichaca är ett berg i Bolivia.   Det ligger i departementet La Paz, i den västra delen av landet, 400 km väster om huvudstaden Sucre. Toppen på Cerro Pichaca är 4 522 meter över havet, eller 276 meter över den omgivande terrängen. Bredden vid basen är 3,2 km.
Terrängen runt Cerro Pichaca är kuperad åt sydväst, men åt nordost är den platt. Runt Cerro Pichaca är det mycket glesbefolkat, med 3 invånare per kvadratkilometer.. 
Omgivningarna runt Cerro Pichaca är i huvudsak ett öppet busklandskap.